# Gare d'Hoboken-Kapellestraat
La gare d'Hoboken-Kapellestraat est une ancienne halte ferroviaire belge de la ligne 52, de Termonde à Anvers-Sud, située à Hoboken, district de la ville belge d'Anvers en Région flamande dans la province d'Anvers.
Mise en service le 3 octobre 1894 par les Chemins de fer de l’État belge, elle ferme de 1984 à 1988 avant d'être définitivement fermée en 1993. Les quais n'existent plus.

## Histoire
Le « point d'arrêt d'Hoboken (Rue de la Chapelle) » est mis en service le 3 octobre 1894 par l’Administration des chemins de fer de l’État belge
Elle est située à la bifurcation de la ligne vers Vieux Dieu, surnommée "ligne des forts" (actuelle ligne 52/1) et de la ligne d'Anvers-Sud à Boom, Puurs et Termonde (actuelle ligne 52).
La halte possédait des bâtiments en bois, à toit plat, et une maison de garde-barrière en briques.
La ligne des forts perdit ses trains de voyageurs le 2 juin 1957.
En 1980, la section Anvers-Boom est électrifiée (mais la ligne 52 est fermée entre Boom et Termonde). Toutefois, en 1984, toutes les gares intermédiaires situées entre Anvers-Sud et Boom perdent leur desserte ferroviaire au profit de bus.
Le 29 mai 1988, la SNCB rouvre les deux gares d'Hoboken mais la halte de Kapellestraat, très proche de la gare d'Hoboken-Polder, est fermée au trafic des voyageurs le 23 mai 1993.
En 2020, il n'y a plus aucun vestige des quais de la halte.

### Nom de la gare
Jusqu'en 1974, la gare d'Hoboken-Polder qu'en 1974 portait le nom d'Hoboken. La halte d'Hoboken-Kapellestraat prit alors le nom d'Hoboken car elle se trouvait un peu plus près du centre de la localité. La gare d'Hoboken-Polder n'a pas été renommée malgré le fait qu'elle est désormais la seule gare à Hoboken.